# 焦尔达诺·达米亚尼
焦尔达诺·达米亚尼（義大利語：Giordano Damiani，1930年6月27日—），生于的里雅斯特，意大利前男子篮球运动员。他曾代表意大利参加1952年夏季奥林匹克运动会篮球比赛，获得第17名。